# Frederick Bellenger
Frederick John Bellenger (* 23. Juli 1894 in Bethnal Green, London; † 11. Mai 1968) war ein britischer Politiker der Conservative Party sowie später der Labour Party, der mehr als 32 Jahre lang bis zu seinem Tod den Wahlkreis Bassetlaw als Abgeordneter im House of Commons vertreten hatte und vom 4. Oktober 1946 bis zum 7. Oktober 1947 als Kriegsminister amtierte. Bellenger war mit einer Tochter des Kölner Schokoladenfabrikanten Carl Stollwerck verheiratet.

## Leben

### Herkunft, Erster Weltkrieg und Kommunalpolitiker der Conservative Party
Frederick Bellenger, Sohn des Milchmanns Eugene Bernard Bellenger, arbeitete nach dem Grundschulbesuch in einem Teehandelshaus, als Botenjunge sowie in verschiedenen kaufmännischen Berufen, und besuchte daneben die Abendschule. Zu Beginn des Ersten Weltkrieges begann er 1914 freiwillig den Militärdienst und diente 1915 als Kanonier bei der Royal Artillery an der Westfront. Nach der Schlacht an der Somme wurde er 1917 zum Leutnant befördert und zwei Mal bei Gefechtseinsätzen verwundet.
Nach Kriegsende wurde er zu den Besatzungstruppen nach Köln verlegt, wo er Maria Theresa Stollwerck, die Tochter des Kölner Schokoladenfabrikanten Carl Stollwerck kennenlernte und 1922 heiratete. Anschließend arbeitete er als Grundstücksvermesser und Immobilienmakler im Westen Londons.
Zu Beginn der 1920er begann Bellenger sein politisches Engagement im Ortsverband der Conservative Party in East Fulham, wenngleich der Gemeinderat des Metropolitan Borough of Fulham seit November 1919 von der Labour Party beherrscht wurde. Bei den darauf folgenden Wahlen im November 1922 errangen die konservativen Tories unter der Bezeichnung Municipal Reformers die Mehrheit im Gemeinderat, während die Labour Party nur noch drei Sitze erzielen konnten. Er selbst wurde dabei im Stimmbezirk Barons Court Ward zum Mitglied des Gemeinderates gewählt und bei den anschließenden Wahlen im November 1925 wiedergewählt. Dabei verwiesen die Kandidaten der Conservative Party auf ihre Wirtschaftskompetenz und kritisierten die „wilden und visionären Pläne“ der Labour-Kandidaten, die zu „wirtschaftlichem Chaos und finanziellen Ruin“ führen würden. Im November 1928 verzichtete Bellenger jedoch auf eine erneute Kandidatur bei den Gemeinderatswahlen, da er nicht für eine Kandidatur für den London County Council (LCC) nominiert worden war.

### Wechsel zur Labour Party und Unterhausabgeordneter

#### Verzicht auf eine Kandidatur im WahlkreisBethnal Green South Westim Oktober 1931
Kurz darauf trat Bellenger der Labour Party als Mitglied bei und wurde bereits im Juni 1930 als möglicher Kandidat bei den Unterhauswahlen vom 27. Oktober 1931 für den Wahlkreis Bethnal Green South West benannt, der seit 1922 von Percy Harris von der Liberal Party gehalten wurde. Trotz den Verlusten der Labour Party bei den vorausgegangenen Wahlen vom 30. Mai 1929 hatte Bellenger Aussichten auf ein gutes Stimmergebnis in diesem zu den letzten Londoner Hochburgen des Liberalismus, wenngleich es innerhalb der örtlichen Labour Party-Organisation einen starken Einfluss eines kommunistischen Flügels gab.
Obwohl Bellinger sich rund ein Jahr lang in der örtlichen Politik engagierte, verzichtete er letztlich Mitte 1931 aus gesundheitlichen Gründen auf eine Kandidatur bei den Unterhauswahlen und Percy Harris konnte sich mit 10.176 Stimmen (59,6 Prozent) deutlich gegen den Labour-Kandidaten, W. J. Humphreys, durchsetzen, auf den nur 3923 Wählerstimmen (23 Prozent) entfielen.

#### Wahlkampf November 1935 im WahlkreisBassetlaw
Nachdem der Vize-Generalsekretär der Vereinigten Gewerkschaft der Lokomotivführer und Heizer (Associated Society of Locomotive Engineers and Firemen), W. R. Squance, auf eine Kandidatur als Unterhausabgeordneter im Wahlkreis Bassetlaw verzichtete, da seine Gewerkschaft dann eine Niederlegung seiner Gewerkschaftstätigkeit gefordert hätte, wurde Bellenger, der zu der Zeit ehrenamtlicher Sekretär der Vereinigung der Labour-Kandidaten war, im November 1933 zum Kandidaten der Labour Party für diesen Wahlkreis nominiert. Im Wahlkampf zu den Unterhauswahlen vom 14. November 1935 sprach er sich wegen des Italienisch-Äthiopischen Krieges gegen eine Aufrüstung und einen Kriegseintritt Großbritanniens aus. Kurz zuvor war der Vorsitzende der Labour Party, George Lansbury, wegen seiner pazifistischen Haltung auf dem Parteitag in Brighton zurückgetreten und durch Clement Attlee abgelöst worden. Obwohl Bellinger für Lansburys Haltung Sympathien zeigte, trat er in der Sicherheitspolitik jedoch für einen kollektiven Schutz durch den Völkerbund ein. Andererseits unterstützte er den 1932 verabschiedeten Parteitagsbeschluss zur Verstaatlichung der Banken ein und war der Überzeugung, dass durch staatlichen Grundbesitz die ländliche Armut verringert werden könnte, wenn dadurch die Leistungsfähigkeit der Landwirtschaft gesteigert werden könnte.
Das herausragende Thema im Wahlkampf war jedoch der Status der Bergbauindustrie, für die die Bergarbeitergewerkschaft MFGB (Miners’ Federation of Great Britain) Lohnerhöhungen forderte. Wenngleich der Wahlkreis Bassetlaw in Nottinghamshire lag, gab es in dem Gebiet mehrere gewerkschaftliche Interessenvertretungen. In Harworth wurde die lokale Nottinghamshire Miners’ Industrial Union von dem Bergwerksbesitzer Barber Walker unterstützt. Wie in anderen Teilen der Grafschaft wurde die örtliche Schwestergewerkschaft der MFGB, die Nottinghamshire Miners’ Association (NMA), nicht von den Bergwerksgesellschaften anerkannt. So waren beispielsweise in Harworth nur sechs der 2355 Beschäftigten in der NMA gewerkschaftlich organisiert. In anderen Teilen des Wahlkreises wie Manton, Shireoaks und Firbeck Main waren die Bergarbeiter in der Yorkshire Miners’ Association organisiert, während die Bergleute in Warsop Main vorwiegend von der Derbyshire Miners’ Association vertreten wurden. Den Unterhauswahlen im November 1935 waren dreimonatige Arbeitsniederlegungen in Manton sowie fünfmonatigen Streiks in Firbeck vorausgegangen.
Bellenger, der sich eigentlich als Vertreter der Industrie verstand, wurde in dieser Situation zu einem Symbol der Abneigung der Bergleute gegenüber den Bergwerksbetreibern, der National Government von Premierminister Ramsay MacDonald von der National Labour Organisation sowie den örtlichen Vertretern der Regierung. Dies wurde unter anderem deutlich, als der frühere Generalsekretär der Eisenbahnergewerkschaft NUR (National Union of Railwaymen) und damalige Minister für Angelegenheiten der Dominions (Secretary of State for Dominion Affairs), James Henry Thomas, bei Wahlkampfauftritten in Worksop und Retford ausgebuht wurde.
Bei den Unterhauswahlen vom 14. November 1935 trat Bellenger im Wahlkreis Bassetlaw gegen den Sohn von Premierminister Ramsay MacDonald, Malcolm MacDonald, an, der seit 1929 Abgeordneter dieses Wahlkreises war und im Kabinett seines Vaters seit dem 7. Juni 1935 das Amt des Kolonialministers (Secretary of State for the Colonies) bekleidete.
Dabei gelang es Bellenger, MacDonald mit einer Mehrheit von 1139 Stimmen zu schlagen: Während er als Kandidat der Labour Party 21.903 Wählerstimmen (51,3 Prozent) erhielt, entfielen auf MacDonald 20.764 Stimmen (48,7 Prozent).

### Kritik an Premierminister Chamberlain und Offizier in der Schlacht von Dünkirchen

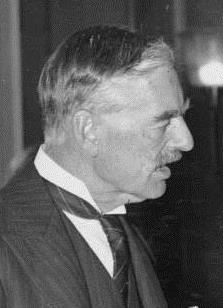
Die Appeasement-Politik von Premierminister Neville Chamberlain wurde von Bellenger scharf kritisiert

Nur knapp eine Woche nach der Wahl wurde Bellenger am 20. November 1935 zusammen mit anderen neugewählten Abgeordneten wie Ellen Wilkinson, von Hugh Dalton zu einem Treffen mit dem linksgerichteten Labour-Politiker Konni Zilliacus eingeladen. Tatsächlich diente das Treffen Dalton jedoch dazu, Unterstützung für Herbert Stanley Morrison bei dessen Kandidatur gegen Clement Attlee um den Parteivorsitz zu sammeln. Bellenger gehörte aber wie Aneurin Bevan zu den Kritikern von Morrison.
Zu Beginn seiner Unterhauszugehörigkeit befasste er sich weiterhin mit de Bergbaukrise, da die Probleme in der Zeche Harworth nach wie vor ungelöst waren, und auch der Konflikt zwischen den Gewerkschaften Nottinghamshire Miners’ Industrial Union und Nottinghamshire Miners’ Association andauerte. Zum anderen befasste er sich auch mit außenpolitischen Fragen und gestand unter anderem dem Deutschen Reich zu, berechtigte Beschwerden gegen den Friedensvertrag von Versailles zu haben. Andererseits kritisierte er die aggressive Politik Deutschlands in Europa und kritisierte Premierminister Neville Chamberlain wegen dessen Appeasement-Politik und der Unterzeichnung des Münchner Abkommens. Seine Ablehnung gegenüber Chamberlain drückte sich auch in der Unterstützung der parlamentarischen Labour Party (PLP) gegen die Einführung einer obligatorischen Ausbildung im Frühjahr 1939 aus. Andererseits lehnte er den Gesetzentwurf für eine Militärausbildung bei den Parlamentsdebatten am 27. April und 8. Mai 1939 nicht ab.
Als Mitglied der Offizier-Ersatzreserve wurde Bellenger im Oktober 1939 zum Militärdienst einberufen und wurde im Februar 1940 zum Hauptmann der Royal Artillery befördert und als solcher im April 1940 als Stabsoffizier nach Frankreich versetzt.
Im Mai 1940 kehrte er nach Großbritannien zurück, um an der Parlamentsdebatte teilzunehmen, die letztlich am 10. Mai 1940 zum Rücktritt Chamberlains als Premierminister führte und die Grundlage für die Bildung der Koalitionsregierung von Premierminister Winston Churchill war. Kurz darauf kehrte Bellinger zum Einsatz nach Frankreich zurück und nahm in der Folgezeit bis zum 5. Juni 1940 an der Schlacht von Dünkirchen teil. Zwei Monate später beendete er im August 1940 seine Militärdienstzeit, um sich auf seine parlamentarische Arbeit zu konzentrieren.

### Parlamentarischer Privatsekretär, Hinterbänkler im Zweiten Weltkrieg und Kritik am Kriegskabinett

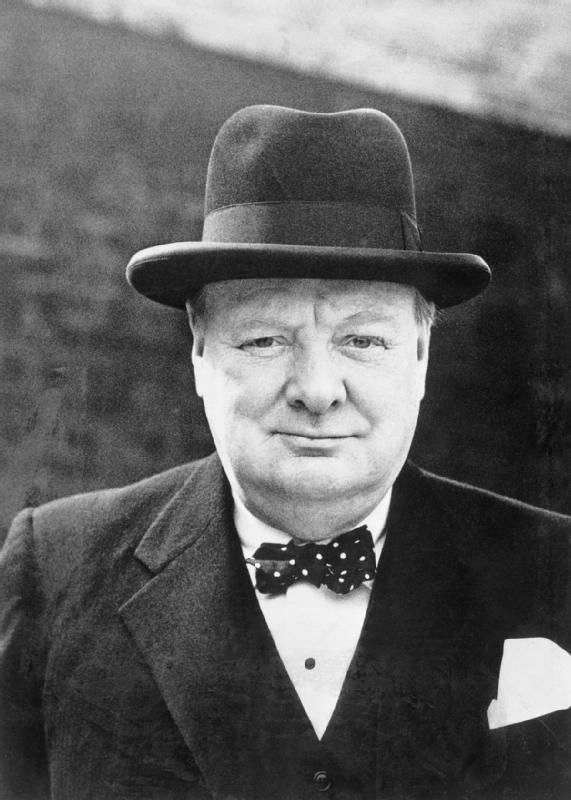
Auch an der Kriegsstrategie von Premierminister Winston Churchill übte Bellenger insbesondere nach dem Fall von Tobruk heftige Kritik

Wenngleich Bellinger die Kritik Churchills an der Appeasement-Politik Chamberlains unterstützte und die Bildung der Koalitionsregierung begrüßte, wurde er in der Folgezeit jedoch auch ein Kritiker der Regierung Churchills.
Nachdem er zwischen August 1940 und Ende 1940 Parlamentarischer Privatsekretär von George Hicks war, einem Gewerkschaftsfunktionär, der zu dieser Zeit Parlamentarischer Sekretär im Ministerium für öffentliche Arbeiten war, gehörte er in der Folgezeit als Hinterbänkler dem Unterhaus an. Dabei nahm er als Redner an zahlreichen Debatten zu kriegspolitischen Themen wie der Luftlandeschlacht um Kreta teil.
Er gehörte zu den Teilnehmern an der bedeutendsten Revolte gegen die Koalitionsregierung. Der Fall von Tobruk an die deutsche Wehrmacht nach der Unternehmen Theseus im Juni 1942 hatte zur Folge, dass im Unterhaus keine Übereinstimmung (mehr) bei der Frage zur grundlegenden Kriegsstrategie erzielt wurde. Dies führte dazu, dass am 1. Juli 1942 von dem konservativen Hinterbänkler, John Wardlaw-Milne, ein Misstrauensantrag gegen die Regierung Churchill eingebracht wurde. Am darauf folgenden Tag hielt der Labour-Abgeordnete Aneurin Bevan eine vielbeachtete Gegenrede gegen diesen Antrag. Letztlich unterstützten nur 25 Abgeordnete, darunter acht Unterhausmitglieder der Parliamentary Labour Party, den Antrag. Bellenger gehörte zu den Labour-Abgeordneten, die zugunsten des Antrages sprachen und dafür stimmten. In der Debatte kritisierte er ferner den Mangel an militärischer Ausrüstung, falsche strategische Planungen sowie die Inkompetenz der Minister des Kriegskabinetts. Kurze Zeit später hielt er dazu zusammen mit dem ebenfalls kritischen Labour-Abgeordneten Emanuel Shinwell eine Rede in seinem Wahlkreis.
Danach nahm er auch an weiteren regierungskritischen Debatten teil wie zum Beispiel am 28. April 1944, als er zu den 16 Labour-Abgeordneten gehörte, die gegen die Einführung von Reglementierungen gegen Personen stimmten, die zu inoffiziellen Streiks aufriefen. Hintergrund waren weitverbreitete Arbeitsniederlegungen in den Bergwerksregionen in den Wochen vor der sogenannten Operation Overlord, der alliierten Landung in der Normandie. Des Weiteren unterstützte er mit 22 anderen Labour-Abgeordneten eine Erklärung, in der die Behandlung der linksgerichteten Widerstandsbewegung in Griechenland durch die britische Regierung kritisiert wurde. Obwohl Griechenland auch in der Nachkriegszeit zu den Themen innerhalb des linken Flügels der Labour Party gehörte, erhielt die Erklärung auch Unterstützung aus anderen Bereichen der PLP.
Wenngleich Bellinger sich den Ruf eines ständigen Kritikers erwarb, so demonstrierte er andererseits auch seine ideologischen Differenzen mit dem linken Flügel seiner Partei. Als zum Beispiel im Unterhaus im Juni 1944 die Debatte zum Weißbuch zur Beschäftigungspolitik stattfand und Aneurin Bevan argumentierte, dass „Sozialismus unnötig wäre, wenn die Argumentationen des Weißbuchs gültig wären“, erklärte Bellenger, dass er niemals ein Marxist war und an die privaten Unternehmen glauben würde. Sein Stand innerhalb der PLP blieb jedoch bescheiden, und so wurde er auch bei keiner der Wahlen zum Mitglied des Verwaltungsausschusses der Parliamentary Labour Party gewählt. Allerdings sprach er als Vorsitzender des Militär- und Ersatzdienstausschusses der Partei bei Partei- und Parlamentssitzungen.
Während des Zweiten Weltkrieges verfasste er schließlich eine wöchentliche Kolumne mit dem Titel ‚The Voice of the Army‘ beziehungsweise später ‚Voice of the Services‘ für die Wochenzeitung Sunday Pictorial und erwarb sich dadurch den Ruf als „Freund der Soldaten“.

### Wiederwahl 1945 und Finanzsekretär im Kriegsministerium 1945 bis 1946
Bei den ersten Unterhauswahlen nach dem Zweiten Weltkrieg am 5. Juli 1945, die zugleich die ersten Wahlen nach fast zehn Jahren waren, wurde Bellenger im Wahlkreis Bassetlaw mit 30.382 Stimmen (62,8 Prozent) wiedergewählt, und konnte sich damit deutlich gegen seinen Herausforderer R. E. Laycock von der Conservative Party durchsetzen, auf den nur 18.005 Wählerstimmen (37,2 Prozent) entfielen.
Obwohl er innerhalb der Hierarchie der PLP bislang nur eine untergeordnete Rolle spielte, kam er nach dem Wahlsieg der Labour Party bei den Unterhauswahlen aufgrund seiner Fachkenntnisse in militärischen Angelegenheiten für ein Amt in der Regierung von Premierminister Clement Attlee in Frage. Nur wenige Labour-Politiker überhaupt befassten sich mit militärpolitischen Themen und die meisten Ministerposten wurden mit langjährigen Abgeordneten besetzt, so dass neue Abgeordnete mit geringen militärischen Erfahrungen wenig Chancen auf ein Regierungsamt hatten.
Bellenger wurde daraufhin am 4. August 1945 auf den Juniorministerposten als Finanzsekretär im Kriegsministerium (Financial Secretary to the War Office) berufen, wenngleich seine vorherigen Kolumnen Sunday Pictorial von hochrangigen Militärangehörigen wie Feldmarschall Bernard Montgomery kritisiert wurden. Der für ihn zuständige Kriegsminister Jack Lawson hatte das Amt des Finanzsekretärs im Kriegsministerium während der Amtszeit von Premierminister Ramsay MacDonald 1924 bekleidet.

### Kriegsminister 1946 bis 1947

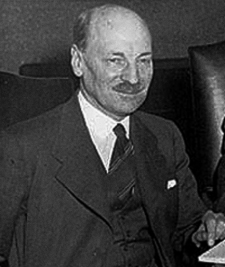
Premierminister Clement Attlee ernannte Bellenger 1946 zum Kriegsminister

Nachdem Lawson im Sommer 1946 ernsthaft erkrankte, wurde er am 4. Oktober 1946 von Bellenger als Kriegsminister (Secretary of State for War) abgelöst. Gleichzeitig kam es jedoch zu einer umfangreichen Veränderung der Militärministerien: Der bisherige Erste Lord der Admiralität Albert Victor Alexander übernahm das Amt des Verteidigungsministers im Kabinett Attlee I, während die drei bisherigen eigenständigen Funktionen von Kriegsminister, Erster Lord der Admiralität und Luftfahrtminister Teil dieses umgestalteten Verteidigungsministeriums wurden und damit seit Oktober 1946 keinen Kabinettsrang mehr hatten. Gleichwohl stellte diese Ernennung den Höhepunkt der Karriere Bellengers dar, der am 7. Oktober 1946 auch zum Privy Counsellor (PC) ernannt wurde und bei militärpolitischen Themen an den Sitzungen des Kabinetts teilnahm. Als Kriegsminister war er auch mit den Nachwirkungen des Zweiten Weltkrieges, dem Holocaust und der Nürnberger Prozesse befasst.

#### Die Muar-Meuterei
Gleich zu Beginn seiner Ernennung musste er sich mit der ersten Krise befassen, der Muar-Meuterei. Am 14. Mai 1946 hatten Angehörige des 13. Lancashire-Bataillons der 6th Airborne Division im Standort Muar an der Westküste der Malaiischen Halbinsel Befehle missachtet. Ihr Protest richtete sich dabei gegen die Bedingungen in der Kaserne des Bataillons, dass an der Operation Overlord, der Ardennenoffensive und der Überquerung des Rheins teilgenommen hatte und nach Kriegsende dem Südostasienkommando unterstellt wurde. Nach einem zwischenzeitlichen Einsatz auf Java nach der Kapitulation Japans, wurde die Einheit wieder nach Muar verlegt. Die dortigen Verhältnisse und Lebensumstände waren so erbärmlich, dass 258 Soldaten meuterten und deswegen angeklagt wurden. Daraufhin begann am 12. August 1946 der Prozess, der am 19. September 1946 endete. Ursprünglich wurden drei Angeklagte freigesprochen, während acht Angeklagte zu fünf Jahren Freiheitsstrafe mit schwerer Arbeit und der Rest zu drei Jahren Freiheitsstrafe mit schwerer Arbeit verurteilt wurden. Anschließend wurden zwölf Urteile aufgehoben und die übrigen 243 Angeklagten zu jeweils zwei Jahren verurteilt.
Daraufhin kam es zu breiten Protesten in Großbritannien insbesondere aus der Arbeiterbewegung. Am 8. Oktober 1946 ergingen Anfragen aus dem House of Commons und aus dem House of Lords an den Kriegsminister, während zwei Hinterbänkler der Labour Party eine Petition gegen die Urteile einlegten. Daraufhin teilte er den Parlamentsmitgliedern mit, dass er eine Stellungnahme des Militärgeneralstaatsanwalts (Judge Advocate-General) über die Rechtmäßigkeit des Verfahrens erbeten hätte. Die Intervention des Militärgeneralstaatsanwalts entschärfte die teilweise schwierige Situation für den neuen Minister. Bei seinen ersten Antworten in der Fragestunde wurde deutlich, dass er die Meinung des Militärs vertrat, als er erklärte, dass „es nicht den Schatten eines Zweifels geben könnte, dass die Männer zu Recht der Meuterei angeklagt wurde… Meuterei kann nicht entschuldigt werden“ (‚there can be no shadow of doubt that these men were rightly charged with mutiny… mutiny cannot be excused‘). Als er jedoch später die Verhältnisse in Muar mit seinen Erfahrungen an der Westfront verglich, musste er einräumen, dass die jetzigen Verhältnisse unter Friedensbedingungen zu sehen waren.

#### Haushaltsdebatte 1947 und Beginn des Kalten Krieges
Bellengers Einsatz für die Anliegen der Militärführung wurde auch deutlich in seiner Rechtfertigung von deren Forderung nach Personal. Entgegen einer Erklärung gegenüber dem bekannten Militärhistoriker Basil Liddell Hart, dass er diese „Nessel erfassen würde“, tat er dies nicht. Daraufhin wurde er zum Angriffsziel von Labour-Hinterbänklern bei der Debatte zum Militärhaushalt im März 1947. Zu dieser Zeit diskutierte der linke Flügel der Partei (Keep Left Group) eine radikalere wirtschafts- und außenpolitische Strategie für die Regierung. Eine Reduzierung der Verteidigungsausgaben war ein grundlegender Bestandteil innerhalb dieser Alternative. Mitglieder dieser Keep Left Group kritisierten Bellenger für sein Versagen bei der Kontrolle der Generalität im Kriegsministerium und für den Mangel an Transparenz. George Wigg, Woodrow Wyatt, James Callaghan, Stephen Swingler und Richard Crossman unterstützten in der Debatte die Notwendigkeit der Kürzungen bei den Verteidigungsausgaben.
Als die Gefahren für den Beginn des Kalten Krieges wuchsen, wurde die Arbeit des Kriegsministers zunehmend schwieriger. Dies wurde insbesondere einige Wochen später deutlich, als er zu den verantwortlichen Ministern für den Gesetzentwurf für eine Einberufung zu Friedenszeiten wurde. Dieser National Service Bill führte nicht nur zum Widerstand bei den Labour-Hinterbänklern, die mit der Außenpolitik der Regierung unzufrieden waren, sondern auch bei denjenigen Parlamentariern, deren Vision von Sozialismus nicht mit Militarismus vereinbar war. Die Regierung reagierte auf die weitverbreitete und unterschiedliche Kritik mit der Verkürzung der Dienstzeit von 18 auf 12 Monate.
Weiterhin griffen ihn auch die oppositionellen Tories an wegen der langsamen Aufklärung des vollen Ausmaßes von Vermögensverlusten durch Unternehmenspekulationen von britischen Truppeneinheiten in den Niederlanden, Österreich und insbesondere in Deutschland. In der zweiten Jahreshälfte 1946 Spekulationen durch die Einführung eines Pfund-Sterling-Gutscheinsystems anstelle von Barzahlungen an Truppen verhindert, nachdem es bis dahin zu einem Gesamtvermögensverlust von 58 Millionen Pfund Sterling gekommen war. Dabei wurde seine Unkenntnis insbesondere bei der Debatte zum Heeresnachtragshaushalt am 18. Februar 1947 deutlich, als er erst am 26. Februar 1947 den Gesamtverlust beziffern konnte. Die Conservative Party warf ihm daraufhin in einer späteren Debatte im Ausschuss für öffentliche Konten (Public Accounts Committee) am 21. Juli 1947 vor, dass er den Umfang des Falles nicht verstanden hätte.

#### Entlassung als Kriegsminister Oktober 1947
Derartige Vorwürfe waren zwar Bestandteil der üblichen Oppositionsarbeit bei Verfehlungen von Ministern, wogen allerdings schwerwiegender in der für die Labour-Regierung schwierigen Zeit im Sommer 1947. Die Brenn- und Heizstoff-Krise im Winter 1946/47 hatte bereits das Vertrauen in die Labour Party zerstört und wurde nunmehr durch eine im Juli 1947 begonnene Finanzkrise verstärkt, der die Einführung eines Wechselkurses für das Pfund vorausgegangen war. Vorwürfe zwischen den Ministern und ein sich vertiefender Pessimismus unter den Hinterbänklern schürten die Erwartungen nach einer Regierungsumbildung, die letztlich am 7. Oktober 1947 stattfand.
Bellenger wurde daraufhin als Kriegsminister entlassen und durch Emanuel Shinwell ersetzt, dessen Wechsel als Minister für Brennstoffe und Energie (Minister of Fuel and Power) zu einer politischen Notwendigkeit wurde. Nachfolger Shinwells wurde der bisherige Parlamentarische Sekretär im Ministerium für Brennstoffe und Energie (Parliamentary Secretary to the Minister of Fuel and Power), Hugh Gaitskell. Attlee selbst befürwortete letztendlich die Ablösung Bellengers, der nach wie vor wenig Rückhalt in der eigenen Fraktion besaß.

### Hinterbänkler und Wiederwahlen 1947 bis 1968

#### 1947 bis 1958
In den folgenden mehr als 20 Jahren nahm Bellenger kein Regierungsamt mehr war, sondern gehörte bis zu seinem Tod dem House of Commons als Hinterbänkler an, wobei er regelmäßig an den Debatten im Parlament und der Fraktion teilnahm. Innerhalb der Fraktion blieb sein Rückhalt jedoch gering, was mit seiner extremrechten Position innerhalb der Partei, insbesondere bei außenpolitischen Fragen zusammenhing. Als die Labour Party nach den Unterhauswahlen vom 23. Februar 1950 nur noch über eine Mehrheit von fünf Abgeordneten verfügte, enthielt er sich auf Nachfrage Churchills bei einer Abstimmung in einer verteidigungspolitischen Frage, so dass die Regierung diese Abstimmung letztlich nur mit einer Stimme Mehrheit gewann. Allerdings verneinte er die Erwartung, dass er wie Raymond Blackburn die Labour Party verlassen würde.
Seine Ergebnisse im Wahlkreis Bassetlaw blieben jedoch sicher und es gab bei den nachfolgenden Wiederwahlen keine ähnlich knappen Ergebnisse wie 1935 mehr. Diese Ergebnisse basierten im Wesentlichen auf der Unterstützung der Bergarbeiterstädtchen des Wahlkreises. Bei der Wahl vom 23. Februar 1950 erhielt er 31.589 Stimmen (57,6 Prozent) und schlug seinen Gegner J. J. C. Irving von der Conservative, auf den 17.622 Wählerstimmen (32,2 Prozent) entfielen, mit einer Mehrheit von 13.967 Stimmen. Nach der Niederlage der Labour Party bei den Wahlen vom 25. Oktober 1951, die zum Ende der Regierungszeit Attlees führte, kandidierte er im November 1951 für einen Sitz im Fraktionsvorstand seiner Partei (PLP Parliamentary Committee). Er erreichte dort mit nur zehn Stimmen allerdings nur den letzten Platz unter 52 Kandidaten und bewarb sich danach nie wieder für eine solche Position. Bei der für die Labour Party vernichtenden Niederlage bei den Wahlen vom 25. Oktober 1951 konnte er sein Ergebnis jedoch sogar weiter ausbauen und bekam in seinem Wahlkreis 32.850 Stimmen (66,7 Prozent), wohingegen der Gegner der konservativen Tories W. A. Sime trotz eines Zugewinns auf 21.257 Wählerstimmen (34,3 Prozent) weiterhin unterlag.
Allerdings führten die überragenden Wahlergebnisse dazu, dass sich Bellenger – bedingt durch seine Parlamentsarbeit, seine militärischen Funktionen und seinem Wohnsitz in Barnby Moor – zunehmend von der Wählerschaft entfernte und seltener den Wahlkreis bereiste. So sagte ihm sein Wahlkampfmanager bei den Unterhauswahlen 1951, Harry Dunn, wegen Bellengers häufigen Reisen nach Deutschland in die Heimat seiner Frau, dass er für Bassetlaw und nicht für Deutschland im Unterhaus sitzen würde. Als sich Mitte der 1950er Jahre innerhalb der Labour Party ein Faktionalismus bildete, wurde Bellenger zu einem der ersten Unterstützer Hugh Gaitskells bei dessen Kandidatur um den Parteivorsitz. Bellenger unterstützte dabei insbesondere Gaitskells Positionen bezüglich der Anglo-Amerikanischen Allianz, der Sowjetunion und der Wiederbewaffnung der Bundesrepublik Deutschland.
Anfang der 1950er Jahre distanzierte sich Bellenger von der offiziellen Haltung der Labour Party zu Afrika und Rhodesien. In den letzten zwei Wochen der Amtszeit der Regierung Attlee gaben zwei Minister, der Minister für Angelegenheiten des Commonwealth of Nations Patrick Gordon Walker sowie der Kolonialminister James Griffiths, die formelle Zustimmung für die Grundsätze einer Zentralafrikanischen Föderation, die Südrhodesien, Nordrhodesien und das Njassaland einschloss. Die Unterstützung fand gegen den Widerstand Afrikas statt und wurde in erster Linie damit gerechtfertigt, dass eine Föderation möglicherweise eine effektive Grenze gegen Übergriffe aus Südafrika darstellen könnte. Die nachfolgende Regierung von Premierminister Churchill setzte zwar die Planungen für eine Föderation fort, schwächte aber die Sicherheitsvorkehrungen für Afrikaner ab. Dagegen sprach sich die Labour Party in einem Votum vom 24. März 1953 aus, wobei 16 zum rechten Flügel der Partei gehörende Parlamentarier unter Führung von Patrick Gordon Walker sich der Stimme enthielten. Diese sogenannte Keep Right-Gruppe umfasste auch die ehemaligen Minister für öffentliche Arbeiten George Brown, für Ernährung Maurice Webb und den früheren Lordsiegelbewahrer Richard Stokes sowie die Abgeordneten George Hobson, Thomas Reid, Stanley Evans und William Coldrick, der zwischen 1945 und 1955 Vorsitzender der mit Labour kooperierenden Co-operative Party war. Bellenger nahm an der Abstimmung jedoch nicht teil, ebenso wie bei einer anderen Abstimmung am 23. Juli 1953. Die parteiinternen Abweichler waren optimistisch bezüglich der Durchführbarkeit einer multirassischen Partnerschaft und der Ansicht, dass jedes glaubwürdige Gegengewicht zum Einfluss Südafrikas akzeptabel war. Ferner war die Keep Right Group optimistisch bezüglich der Fähigkeit der Föderation zur Verbesserung des Wirtschaftswachstums.
Bei der Wahl vom 26. Mai 1955 verschlechterte sich sein Wahlergebnis zwar auf 26.873 Stimmen (58,1 Prozent), allerdings lag er damit immer noch deutlich vor seinem Herausforderer K. V. Maiden von der Conservative Party, auf den 19.375 Wählerstimmen (41,9 Prozent) entfielen. Die Verschlechterung lag aber ursächlich darin, dass die Wahlbezirksgrenzen neu zugeschnitten wurden und der Wahlkreis Bassetlaw statt 64.139 nur noch 58.203 Wahlberechtigte besaß, also rund 6000 Wähler weniger.
Anders als Gaitskell lehnte Bellenger im Frühjahr 1958 die Haltung der Transportgewerkschaft (Transport and General Workers’ Union) unter deren Generalsekretär Frank Cousins beim Londoner Busfahrerstreik ab.

#### 1959 bis 1968
Bei den Wahlen vom 8. Oktober 1959 schlug Bellenger mit 27.875 Stimmen (58 Prozent) den späteren bekannten Historiker Maurice Cowling, der für die konservativen Tories antrat und 20.162 Stimmen (42 Prozent) erhielt. Zu der Zeit weitete er seine politische Arbeit auf die Wirtschaftspolitik aus und kritisierte das Festhalten seiner Partei am öffentlichen Eigentum, nachdem die Labour Party bei den Wahlen 1959 zum dritten Mal in Folge schlechte Wahlergebnisse erhielt.
Sein Wahlergebnis konnte er bei den Wahlen vom 15. Oktober 1964, die zur ersten Labour-Regierung nach dreizehn Jahren unter Premierminister Harold Wilson führte, halten: Auf ihn entfielen 27.612 Stimmen (59 Prozent) und auf seinen diesmaligen Herausforderer von den konservativen Tories, R. W. M. Orme, 19.167 Wählerstimmen (41 Prozent).
Zu Beginn der 1960er Jahre befasste sich Bellenger erneut mit der Zentralafrikanischen Föderation, die jedoch 1963 zerfiel. In der Folge wurden Nordrhodesien als Sambia und Njassaland als Malawi unabhängige Staaten innerhalb des Commonwealth of Nations, während Südrhodesien als Kolonie zunächst weiterbestand. Bellenger besuchte Rhodesien und kehrte mit einer Anerkennung der Ansichten und Standpunkte der in der Minderheit dort lebenden weißen Siedler zurück. Diese Anerkennung wurde von Hinterbänklern der Conservative Party gelobt und auch der Wahlerfolg der Labour Party 1964 und die einseitige Unabhängigkeitserklärung Südrhodesiens als Republik Rhodesien durch den südrhodesischen Premierminister Ian Smith im November 1965 änderten seine Ansichten nicht.
Zuletzt wurde er bei den Unterhauswahlen vom 31. März 1966 mit 27.623 Wählerstimmen (61,6 Prozent) bestätigt, während Orme, der wieder für die Conservative antrat, sich auf 17.195 Stimmen (38,4 Prozent) verschlechterte.
Bellengers Unterstützung für die weißen Rhodesier erreichte ihren Höhepunkt während der Unterhaus-Debatte nach dem Fehlschlagen der sogenannten Tiger-Verhandlungen Anfang Dezember 1966. Dabei drückte er seinen Skeptizismus gegenüber Sanktionen aus und schloss sich den Anliegen der Siedler an. Bei der anschließenden Abstimmung enthielt er sich der Stimme, während der Labour-Abgeordnete Reginald Paget als Parlamentarischer Geschäftsführer (Whip) zurücktrat und gegen die Regierung stimmte.